# Tambourella endiandrae
Tambourella endiandrae är en tvåvingeart som beskrevs av Wheeler 1957. Tambourella endiandrae ingår i släktet Tambourella och familjen daggflugor. Inga underarter finns listade i Catalogue of Life.